# 浦阳镇
浦阳镇，中华人民共和国浙江省杭州市萧山区下辖的一个鎮，位于萧山区南部。东临進化鎮，北邻临浦镇、进化镇，西邻河上鎮，南邻诸暨市。浦阳镇得名于境内的浦阳江。

## 辖区
浦阳镇辖有：
- 行政村（18）：谢家村、舜湖村、新河口村、曹坞村、安山村、江西俞村、径游村、江南村、浦一村、新谊村、尖山村、桃北新村、临江村、尖湖村、桃源村、桃湖村、十三房村、灵山村。